# Superkubok SSSR
La Supercoppa di calcio dell'Unione Sovietica è stata una competizione calcistica in cui si affrontavano i campioni dell'Unione Sovietica e i vincitori della Coppa dell'Unione Sovietica.
La competizione non ebbe molto successo, tanto che venne giocata appena sette volte, subendo cambiamenti di formula, di calendario, e di organizzazione: nel 1988, lo Spartak Mosca, vincitore del campionato, e la Dinamo Kiev, vincitore della Coppa, si sarebbero dovute affrontare a Chișinău, Moldavia. La gara non venne giocata a causa del maltempo e, nonostante il rinvio a una data successiva, l'incontro non venne mai disputato.
L'ultima edizione venne giocata a Soči, in Russia, di fronte ad appena 1.500 spettatori.

## Albo d'oro
| Anno | Vincitore                                   | Risultato                    | Finalista                                |
| ---- | ------------------------------------------- | ---------------------------- | ---------------------------------------- |
| 1977 | Dinamo Mosca (vincitore della Coppa)        | 1 – 0                        | Dinamo Kiev (vincitore del campionato)   |
| 1981 | Dinamo Kiev (vincitore del campionato)      | 1 – 1 (dts) 5 – 4 (rigori)   | Shakhtar Donetsk (vincitore della Coppa) |
| 1984 | Shakhtar Donetsk (vincitore della Coppa)    | andata: 2 – 1 ritorno: 1 – 1 | Dnipro (vincitore del campionato)        |
| 1985 | Zenit Leningrado (vincitore del campionato) | andata: 2 – 1 ritorno: 1 – 0 | Dinamo Mosca (vincitore della Coppa)     |
| 1986 | Dinamo Kiev (vincitore del campionato)      | 2 – 2 (dts) 3 – 1 (rigori)   | Shakhtar Donetsk (finalista della Coppa) |
| 1987 | Dinamo Kiev (vincitore del campionato)      | 1 – 1 (dts) 5 – 4 (rigori)   | Torpedo Mosca (vincitore della Coppa)    |
| 1989 | Dnepr (vincitore del campionato)            | 3 – 1 (dts)                  | Metalist Kharkiv (vincitore della Coppa) |

## Vittorie per club
| Club             | Vittorie | Sconfitte | Anni vittorie    | Anni sconfitte |
| ---------------- | -------- | --------- | ---------------- | -------------- |
| Dinamo Kiev      | 3        | 1         | 1981, 1986, 1987 | 1977           |
| Dnepr            | 1        | 1         | 1989             | 1984           |
| Zenit Leningrado | 1        | -         | 1985             |                |
| Šachtar          | 1        | 2         | 1984             | 1981, 1986     |
| Dinamo Mosca     | 1        | 1         | 1977             | 1985           |
| Torpedo Mosca    | -        | 1         |                  | 1987           |
| Metalist         | -        | 1         |                  | 1989           |